# Lethrinus longirostris
Lethrinus longirostris là một loài cá biển thuộc chi Lethrinus trong họ Cá hè. Loài này được mô tả lần đầu tiên vào năm 1867.

## Từ nguyên
Từ định danh longirostris được ghép bởi hai âm tiết trong tiếng Latinh: longus ("dài") và rostris ("mõm"), hàm ý có lẽ đề cập đến phần mõm dài của loài cá này.

## Phân loại
L. longirostris trước đây được xem là một đồng nghĩa của Lethrinus olivaceus. Hai loài này tương tự nhau về mặt hình thái khi đều có 6 hàng vảy ngang phía trên đường bên, chiều dài mõm (không tính môi) bằng 0,6–0,8 lần chiều cao má.
Tuy nhiên, L. longirostris có thể được phân biệt với L. olivaceus bởi có ít lược mang hơn ở cung mang thứ nhất (5–7 so với 6–9 ở L. olivaceus). Ở những mẫu vật có chiều dài tiêu chuẩn trên 45 cm, phía trước mõm L. longirostris có màu đỏ, cũng như có các vệt sọc đỏ trên mõm và giữa hai hốc mắt (so với màu vàng cam ở L. olivaceus). Các đốm đỏ ở nửa trên nắp mang ở L. longirostris lại không xuất hiện ở L. olivaceus trong suốt cuộc đời.
Phân tích gen cytochrom oxidase I (COI) của ty thể ở cả hai loài cho thấy chúng cách nhau 7,7–9,3% khoảng cách p (một đơn vị khoảng cách di truyền).

## Phân bố
L. longirostris và L. olivaceus gần như có cùng khu vực phân bố, trải rộng trên khắp vùng Ấn Độ Dương - Thái Bình Dương. L. longirostris được ghi nhận từ Biển Đỏ và Tanzania về phía đông đến Polynésie thuộc Pháp, và từ Nhật Bản về phía nam đến biển San Hô.